# Portret van David Pièrre Giottino Humbert de Superville
Portret van David Pièrre Giottino Humbert de Superville is een schilderij van Jacobus Ludovicus Cornet in het Rijksmuseum in Amsterdam.

## Voorstelling
Het stelt de schilder en kunsttheoreticus David Pièrre Giottino Humbert de Superville voor. Hij is afgebeeld zittend op een stoel met één arm over de rugleuning. Hij is gekleed in een bruine jas en een zwarte muts. Cornet was goed bevriend met Humbert de Superville en was net als hem directeur van de Leidse tekenacademie Ars Aemula Naturae.

## Toeschrijving en datering
Het portret is rechts gemonogrammeerd ‘J.L.C.’ Het ontstond waarschijnlijk in de jaren 1840 toen Humbert de Superville nog leefde. Van Cornet is ook een postuum portret van Humbert de Superville bekend in etsvorm.

## Herkomst
Het schilderij is afkomstig uit de verzameling van Karel Jan Frederik Cornelis Kneppelhout van Sterkenburg, eigenaar van Kasteel Sterkenburg bij Driebergen. Zijn weduwe, Susanna Elisabeth Kneppelhout van Sterkenburg-Drabbe, schonk het in juni 1888 aan het Rijksmuseum.